# 포카스
포카스(라틴어: Flavius Phocas Augustus, ? - 610년)은 602년 전임 황제 마우리키우스로부터 제위를 찬탈하여 동로마 황제가 되었고 610년 반란으로 제위에서 쫓겨났다.

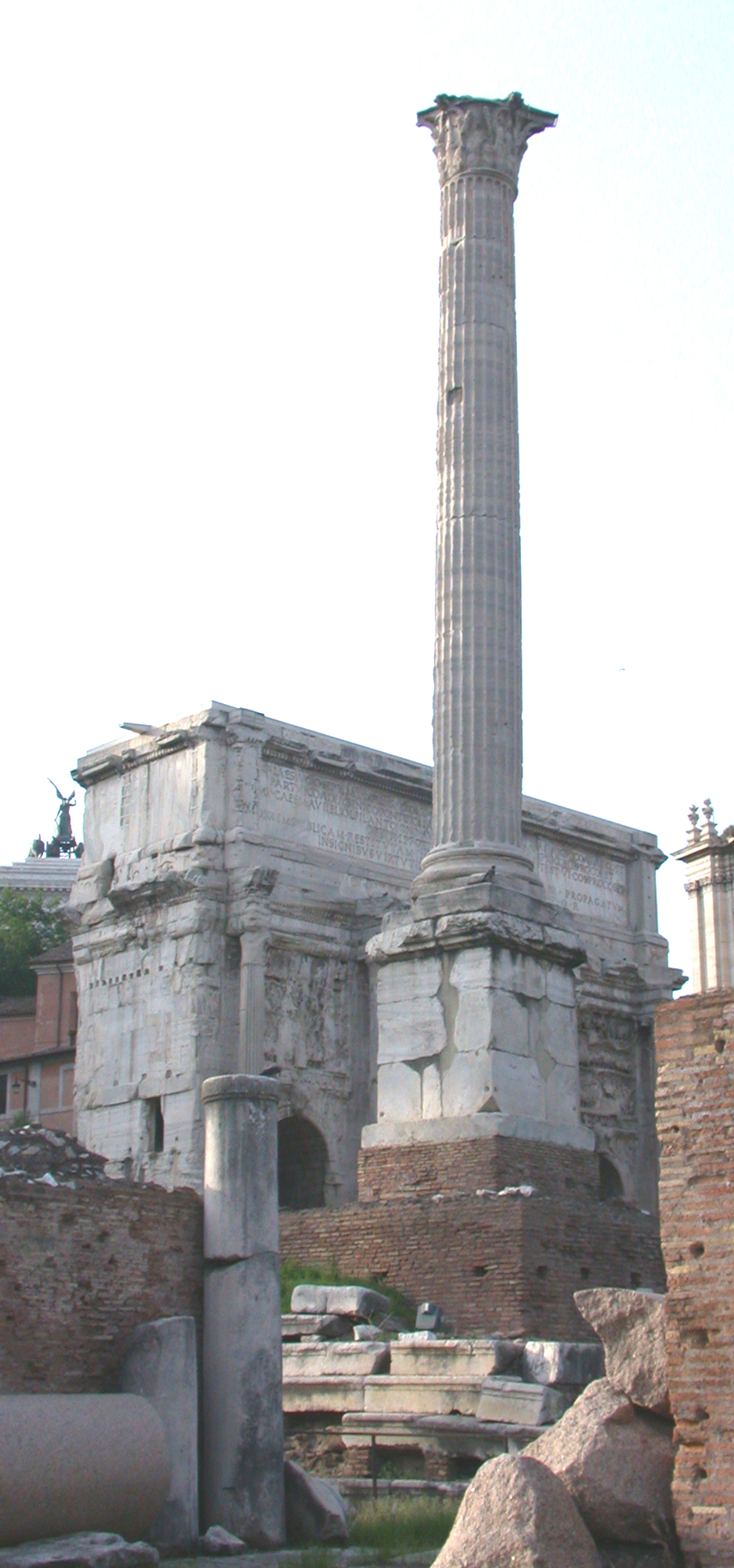
608년 포카스가 로마를 방문한 기념으로 세운 기둥 (로마, 포룸 로마눔)

포카스가 제위에 오르기 전에 대하여는 알려진 바가 없다. 602년 마우리키우스에 대한 반란이 일어났을 때 백인 대장이었던 그는 반란군을 이끌로 콘스탄티노폴리스로 진격하여 마우리키우스를 몰아내고 황제가 되었다. 당시의 역사가에 따르면 그의 외모는 붉은 곱슬머리에 툭 튀어나온 짙은 눈썹은 코에 닿을 만큼 길었고 추한 몰골이었다. 또한 잔인한 성격으로 사악한 고문을 즐겼다.
포카스의 치세 8년은 제국의 암울함만을 가져온 기간이었다. 그는 공포 정치로 수많은 경쟁자와 관료들을 고문해 죽였고 전임 황제의 측근과 조금이라도 의심이 가는 사람은 모두 처형당했다.
603년 전임 황제 마우리키우스와 친분이 있던 사산조 페르시아의 호스로우 2세는 포카스에게 전쟁을 선포하고 포카스에게 등을 돌린 나르세스라는 장군과 합세해 포카스의 제국군을 공격했다. 포카스는 서둘러 아바르족과 강화를 맺고 전 병력을 동부로 소집해 전쟁에 들어갔으나 군사 행동마다 실패하였다.
나르세스도 신분을 보장한다고 속이고 수도로 불러 몰래 처형해 버렸다. 결국 페르시아는 608년 소아시아의 대부분을 점령하고 보스포루스 해협까지 진출하였다. 아바르족과 슬라브족도 속속 제국의 영토로 진출하였다.
그러나 포카스는 제국을 통합하기는커녕 동부의 유대인들을 박해하고 이에 반발한 유대인은 그리스도인들을 학살했다. 동방의 혼란과 외적의 침입으로 포카스는 점점 더 편집증적인 불안 상태로 빠져 들어갔고 잔인한 고문과 숙청이 이어지고 제국 전역이 거의 무정부 상태로 통제가 불가능하게 되었다.
이러한 혼란을 보고 있던 카르타고 총독 이라클리오스(헤라클리우스)는 608년 군대를 모아 제국을 다시 장악하려고 시도하고 두 아들에게 군대를 주어 콘스탄티노폴리스로 진군하게 했다.
그 아들 중 하나인 젊은 헤라클리우스는 테살로니키에서 거의 1년을 머물면서 군대를 자기편으로 만들고 가는 곳마다 환영을 받았다. 드디어 610년 10월 3일 수도에 입성한 이라클리오스는 포카스를 붙잡아 처형하고, 10월 5일 황제가 되었다.
포카스는 이라클리오스에게 처형될 때 여러 조각으로 잘려 사냥개들에게 던져졌다고 한다.